# Линия Хэйхэ — Тэнчун
Линия Хэйхэ — Тэнчун (кит. трад. 黑河-騰衝線, упр. 黑河-腾冲线, пиньинь Hēihé-Téngchōng xiàn) — воображаемая линия, которая делит территорию Китая на две неравные по территории части и отражает неравномерность демографического развития страны. Проходит на юге через городской уезд Тэнчун, на севере — через Хэйхэ (ранее — Айхуэй; в связи с чем также иногда именуется линией Айхуэй — Тэнчун). Впервые предложена географом Ху Хуаньюном в 1935 году (в связи с чем также известна как линия Ху или линия Ху Хуаньюна).
Когда Ху Хуаньюн в 1935 году предложил свою линию для демонстрации неравномерности расселения населения Китая, к юго-востоку от неё находилось 36 % территории страны (4 млн. км²) на которой проживало 440 миллионов человек, что составляло 96 % всего населения государства. Для современной КНР площадь территории к юго-востоку составляет 42,9 % от общей, однако здесь по-прежнему сосредоточено основное население страны — 94 % (по данным на 2010 год).

От Айгуня в провинции Хэйлунцзян проводим по прямой к юго-западу до Тэнчуна в Юньнани линию, делящую страну на юго-восток и северо-запад: область на юго-востоке насчитывает четыре миллиона квадратных километров, что составляет тридцать шесть процентов общей площади страны; область на северо-западе насчитывает семь миллионов квадратных километров, что составляет шестьдесят четыре процента общей площади страны. Юго-восточная часть насчитывает четыреста миллионов человек, что составляет девяносто шесть процентов от общей численности населения; северо-западная часть — только восемнадцать миллионов, что составляет четыре процента от общей численности населения страны.Оригинальный текст (кит.)自黑龙江之瑷珲向西南作一直线，至云南之腾冲为止，分全国为东南与西北两部：则此东南部之面积，计四百万平方千米，约占全国总面积之百分之三十六；西北部之面积，计七百万方公里，约占全国总面积之百分之六十四。惟人口之分布，则东南部计四万万四千万，约占总人口之百分之九十六；西北部之人口，仅一千八百万，约占全国总人口之百分之四。— Ху Хуаньюн, «Распределение населения Китая» («Географический журнал», 1935 год)

### Населённость Китая по обе стороны линии Хэйхэ — Тэнчун по годам
|                 | 1935 | 1982   | 1990   | 2000   | 2010 | 2020   |
| --------------- | ---- | ------ | ------ | ------ | ---- | ------ |
| К юго-востоку   | 96 % | 94,4 % | 94,2 % | 94,1 % | 94 % | 93,8 % |
| К северо-западу | 4 %  | 5,6 %  | 5,8 %  | 5,9 %  | 6 %  | 6,2 %  |